# Aeroportul Daru
Aeroportul Daru (IATA: DAU, ICAO: AYDU) este un aeroport din Western Province⁠(d), Papua Noua Guinee ce deservește zona Daru⁠(d). A fost numit după zona deservită.
Situat la o altitudine de 6 m, aeroportul dispune de 1 pistă.

## Infrastructură

### Piste
Aeroportul dispune de o singură pistă. Pista 14/32 are suprafața de asfalt și dimensiunile 1.400 m × 30 m. 